# Rebelde (álbum)
Rebelde é o álbum de estreia do grupo musical mexicano RBD, lançado em 30 de novembro de 2004, através das gravadoras EMI Music e Capitol Records. Rebelde possui uma sonoridade inspirada por gêneros como teen pop e o pop rock. Em termos líricos e conceituais, o projeto contém faixas que refletem-se ao amor, embora algumas canções tratem da personalidade própria e questionadora. As gravações do projeto ocorreram no início de 2004 no México, com a produção de profissionais como Pedro Damián, Armando Ávila, Carlos Lara, Max di Carlo, Camilo Lara e Luis Luisillo Miguel. Uma versão em português do álbum também foi gravada e lançada em 1 de novembro de 2005. Em 2 de março de 2006, uma edição diamante do álbum também foi lançada.
Rebelde recebeu uma excelente receptividade comercial. Liderando as tabelas de álbuns da Espanha, Chile e México, enquanto nos Estados Unidos alcançou o primeiro lugar na Billboard Latin Pop Albums e a nonagésima quinta posição na Billboard 200. Além disso, recebeu diversas certificações de vendas por empresas de vários países, incluindo a Asociación Mexicana de Productores de Fonogramas y Videogramas (AMPROFON) e a Recording Industry Association of America (RIAA).
Como parte de sua promoção, quatro singles foram lançados; "Rebelde", "Sólo Quédate en Silencio", "Sálvame" e "Un Poco de Tu Amor", todos os quais lideraram as tabelas mexicanas, sendo que o último não teve um vídeo musical. Para divulgar Rebelde, o RBD apresentou as faixas do disco em programas televisivos e embarcou em sua primeira turnê, Tour Generación, que passou pela América Latina, Estados Unidos e Espanha. A digressão foi registrada no CD/DVD Tour Generación RBD En Vivo, gravado no concerto feito em 21 de maio de 2005 no Palacio de los Deportes, na Cidade do México.
Após alguns anos fora de catálogo, o álbum voltou a ser recolocado nas plataformas digitais em 3 de setembro de 2020 e uma edição física limitada do álbum foi colocada a venda em 27 de novembro de 2020 pela Universal Music. Em março de 2023, a gravadora Universal Music anunciou a pré-venda de uma edição limitada em vinil para o dia 16 de março de mesmo ano, sendo a primeira vez na qual seria editado no formato.

## Antecedentes e lançamento
Em 2002, a idealizadora Cris Morena escreveu Rebelde Way, que trata da história de um grupo de quatro alunos que mais tarde formam uma banda chamada Erreway. Com a produção de sua própria empresa, a Cris Morena Group, a obra estreou em 27 de maio do mesmo ano, através da rede televisiva Azul TV, posteriormente renomeada de Canal 9. Na Argentina, a telenovela protagonizada por Luisana Lopilato, Camila Bordonaba, Felipe Colombo e Benjamín Rojas foi exibida até 18 de dezembro de 2003, tendo sido transmitida exclusivamente pelo canal América TV entre julho e dezembro daquele ano. Além de exportações, foram feitas versões do folhetim em diversos países, como Índia e Portugal. Sucesso de audiência, Rebelde Way obteve análises positivas e, com isso, o 9 decidiu fazer uma segunda temporada da obra, que estreou no início de 2003. O grupo Erreway acabou se tornando real e a novela rendeu um filme, intitulado Erreway: 4 caminos.
Um ano após o término de Rebelde Way, a Televisa comprou do Canal 9 os direitos de fazer uma nova versão da telenovela, cuja gravação teve início em julho de 2004 no México, com um novo roteiro e nomes de personagens sendo alterados, sob a produção de Pedro Damián. Inicialmente na obra, os estudantes Celina Ferreira (Estefania Villareal), Roberta Pardo (Dulce María), Miguel Arango (Alfonso Herrera) e Diego Bustamante (Christopher von Uckermann) formavam o "RBD". No entanto, com o desenvolvimento da trama, os alunos Giovanni Méndez (Christian Chávez), Mia Colucci (Anahí) e Lupita Fernández (Maite Perroni) passam a integrar a banda, ocasionando a saída de Celina do grupo ainda na primeira temporada. Rebelde foi lançado em 30 de novembro de 2004 apenas no México e em 11 de janeiro de 2005 no Estados Unidos e na América Latina, em 30 de outubro de 2005 no Brasil e em 1 de novembro foi liberada a versão em português do álbum apenas para o Brasil. Na Espanha, Rebelde foi lançado apenas em julho de 2006.

## Prêmios e indicações
Em 2005, Rebelde garantiu ao RBD quatro indicações ao Prêmio Oye!, nas categorias; "Gravação do Ano", "Revelação do Ano", "Álbum Pop do Ano — Dupla ou Grupo" e "Álbum Pop Mais Vendido", no qual levou as últimas três. Na décima terceira edição do Prêmio Billboard de Música Latina, o álbum rendeu três indicações ao grupo na categoria  "Álbum Pop Latino do Ano — Dupla ou Grupo", "Álbum Pop Latino do Ano — Artista Revelação" e "Melhor Artista de Álbuns Latinos do Ano", levando as duas primeiras. O projeto ainda foi condecorado na categoria "Não Morro Sem Esse Álbum" durante o Premios Juventud.
| Ano  | Premiação                    | Categoria                                       | Resultado |
| ---- | ---------------------------- | ----------------------------------------------- | --------- |
| 2005 | Premios Oye!                 | Álbum Pop do Ano – Dupla ou Grupo               | Indicado  |
| 2005 | Premios Oye!                 | Álbum Pop Mais Vendido                          | Venceu    |
| 2005 | Premios Juventud             | Morro Sem Esse CD                               | Venceu    |
| 2006 | Billboard Latin Music Awards | Melhor Álbum Pop Latino do Ano – Dupla ou Grupo | Venceu    |
| 2006 | Billboard Latin Music Awards | Melhor Álbum Pop Latino do Ano – Novo Artista   | Venceu    |

## Divulgação

### Singles
O primeiro single do trabalho foi intitulado "Rebelde" como o álbum e a novela. Foi colocado à venda em 30 de setembro de 2004, conseguindo se posicionar na primeira posição nas paradas mexicanas. Nos Estados Unidos, a canção foi classificada em 21º na parada de canções pop latina, e também em 37º na tabela latina airplay e na parada de faixas latinas. O videoclipe da canção foi dirigido por Pedro Damián. Em 2005, o single recebeu duas indicações ao Prêmio Oye!, para vídeo e música do ano. Em 2006 o grupo interpretou-a no Prêmio TVyNovelas, onde ganhou o troféu de melhor tema musical. Em 2006, o single foi indicado ao Prêmio Juventude como a mais cativante canção. Em agosto de 2005, a versão em português, incluída no álbum Rebelde (Edição Brasil), foi lançada como single promocional.
A segunda música de trabalho foi liberada em 2 de dezembro de 2004, intitulada "Sólo Quédate en Silencio". A música alcançou a primeira posição nas paradas mexicanas, e foi posicionada na primeira posição da parada de faixas latinas e na de canções pop latinas. Em 2005, o single ganhou o troféu de canção veias curtas no Prêmio Juventude. Ela também foi condecorada a música pop latina do ano para um duo ou grupo no Prêmio Billboard de Música Latina. Em julho de 2006, foi lançado no Brasil, em versão única em português, intitulada "Fique Em Silêncio". O videoclipe do single foi dirigido novamente por Damián e apresenta imagens do grupo durante alguns dos shows que fizeram como parte da promoção do álbum.
O terceiro single, "Sálvame", foi lançado em 15 de março de 2005. A balada é cantada apenas por Anahí, enquanto o restante do grupo executa os corais. A canção ficou em primeiro lugar nas paradas mexicanas e na vigésima sétima na parada de canções pop latina. O videoclipe foi filmado no Canadá por Damian. Em janeiro de 2006 a versão em português intitulada "Salva-Me" foi lançada no Brasil como single oficial. Em 2005, a música recebeu uma indicação ao Prêmio Juventude como uma canção de veia curta.
O quarto e último single do disco foi lançado em 4 de julho de 2005 e é intitulado "Un Poco de Tu Amor". A música não tem videoclipe.

## Créditos
Créditos adaptados das notas do encarte do álbum.
| Vocais - RBD: vocais principais, vocais de fundo - Güido Laris: vocais de fundo |

Instrumentos
- Armando Ávila: todos os instrumentos, vocais de fundo
- Max di Carlo: todos os instrumentos

Produção
- Camilo Lara: A&R
- Melissa Mochulske: Coordenação de A&R
- Güido Laris: arranjos, produção vocal
- Carlos Lara[a]: arranjo vocal, produção
- René Cárdenas, Juan Carlos Moguel: engenharia de áudio
- Pedro Damián: produção executiva
- Luis Luisillo Miguel: produção adicional
- Hulahula.com.mx: design gráfico
- Marisol Alcelay: marketing
- Max di Carlo: mixagem, produção, produção vocal, arranjo, programação musical
- Migliano Paglinio: músico adicional
- Gib Taylor: músico adicional
- Ramoncín Sosa: músico adicional
- Emilio Ávila: coordenação de produção
- Jorge González: produção adicional
- Armando Ávila: tradução de canções para o espanhol, produção
- Michkin Boyzo: tradução de canções para o espanhol, produção adicional
- Ricardo Trabulsi: fotografia

## Lista de faixas
| Rebelde – Edição padrão |                            |                                                        |                          |         |  |
| N.º                     | Título                     | Compositor(es)                                         | Produtor(es)             | Duração |  |
| 1.                      | "Rebelde"                  | Carlos Lara [ a ] Max di Carlo                         | Carlos Lara Max di Carlo | 3:33    |  |
| 2.                      | "Sólo Quédate en Silencio" | Mauricio Arriaga                                       | Armando Ávila            | 3:38    |  |
| 3.                      | "Otro Día Que Va"          | Lara di Carlo                                          | Ávila                    | 3:27    |  |
| 4.                      | "Un Poco de Tu Amor"       | Lara di Carlo                                          | Lara di Carlo            | 3:24    |  |
| 5.                      | "Enséñame"                 | Javier Calderón                                        | Lara di Carlo            | 3:39    |  |
| 6.                      | "Futuro Ex-Novio"          | Sean Hosein Dane DeViller Steve Smith Anthony Anderson | Ávila                    | 3:00    |  |
| 7.                      | "Tenerte y Quererte"       | Amy Powers Guy Roche                                   | Ávila                    | 3:25    |  |
| 8.                      | "Cuando El Amor Se Acaba"  | José Manuel Pérez Marino                               | Lara di Carlo            | 3:19    |  |
| 9.                      | "Santa No Soy"             | Julio Lacarra Michkin Boyzo                            | Ávila                    | 3:08    |  |
| 10.                     | "Fuego"                    | Double N Papa Dee RamPac                               | Ávila                    | 3:00    |  |
| 11.                     | "Sálvame"                  | Lara di Carlo Pedro Damián                             | Lara di Carlo            | 3:42    |  |
| Duração total:          | Duração total:             | Duração total:                                         | Duração total:           | 37:10   |  |

| Rebelde – Faixas bônus da edição diamante |                                                                                 |                                               |         |  |
| N.º                                       | Título                                                                          | Compositor(es)                                | Duração |  |
| 12.                                       | "Rebelde" (Versão em português)                                                 | Lara Max di Carlo Cláudio Rabello (versão)    | 3:32    |  |
| 13.                                       | "Fique Em Silêncio" (Solo Quédate en Silencio)                                  | Mauricio Arriaga Cláudio Rabello (versão)     | 3:37    |  |
| 14.                                       | "Querer-te" (Tenerte y Quererte)                                                | Amy Powers Guy Roche Cláudio Rabello (versão) | 3:18    |  |
| 15.                                       | "Faixa interativa: Fotos, tatuagens, descanso de tela, cursor de mouse e jogos" |                                               |         |  |

## Desempenho comercial
Em geral, Rebelde obteve grande sucesso comercial internacionalmente. Em território mexicano, alcançou o primeiro posto na principal parada de álbuns do país. Sendo certificado como diamante e ouro pela Asociación Mexicana de Productores de Fonogramas y Videogramas (AMPROFON), por ter vendido 550 mil unidades. Nos Estados Unidos, o produto debutou em cinco tabelas de álbuns monitoradas pela Billboard; ocupando o topo da Billboard Latin Pop Albums e de álbuns Heatseekers, a vice liderança na Billboard Top Latin Albums e o 95.º lugar na Billboard 200. Em 7 de fevereiro de 2006 foi certificado com platina quádrupla pela Recording Industry Association of America (RIAA) devido às vendas de quatrocentas mil réplicas em território estadunidense. Clover Hope da Billboard revelou que, de acordo com a Nielsen SoundScan, o material já havia sido comprado cerca de 416 mil vezes nos Estados Unidos até 2006.
Na Europa, Rebelde teve uma recepção aceitável. Em sua primeira semana de lançamento na Espanha o trabalho estreou na oitava posição da tabela monitorada pela Productores de Música de España (PROMUSICAE), posicionando-se na liderança em sua oitava semana, onde permaneceu por mais outras seis. Em seu total, esteve por quarenta e três semanas se deslocando na tabela. Graças a isto, a mesma empresa concedeu-lhe o certificado de platina pela venda de 160 mil cópias no país. Na Croácia, o disco foi posicionado na posição quarenta da tabela divulgada pela Croatian Airplay Radio Chart (CARC). Na América do Sul, Rebelde desempenhou-se bem: No Chile, o trabalho alcançou o cume da parada de álbuns da Federação Internacional da Indústria Fonográfica Chilena e foi eventualmente certificado de platina pela mesma empresa por suas mais de vinte mil cópias comercializadas. Alcançou a 8ª posição da parada de CDs mais vendidos no Brasil, divulgada pela revista Época, na semana de 14 a 21 de dezembro de 2005. Foi condecorado com um certificado duplo de platina pelas 250 mil cópias adquiridas no país. Enquanto na Colômbia, foi certificado com tripla platina pelas 60,000 réplicas vendidas e ouro no Equador pelas 3,000 cópias comercializadas.
O álbum vendeu mais de 1,5 milhão de cópias em todo o mundo nos seus primeiros dois anos de lançamento e foi o décimo álbum mais vendido da EMI em 2006.
| País — Tabela musical (2004–06)   | Posição de pico |
| --------------------------------- | --------------- |
| Brasil (Época)                    | 8               |
| Chile (IFPI Chile)                | 1               |
| Croácia (CARC)                    | 40              |
| Espanha (PROMUSICAE)              | 1               |
| Estados Unidos (Billboard 200)    | 95              |
| Estados Unidos (Top Heatseekers)  | 1               |
| Estados Unidos (Latin Pop Albums) | 1               |
| Estados Unidos (Top Latin Albums) | 2               |
| México (AMPROFON)                 | 1               |

| País — Tabela musical (2005)      | Posição |
| --------------------------------- | ------- |
| Brasil (Pro-Música Brasil)        | 13      |
| Estados Unidos (Top Latin Albums) | 8       |
| Estados Unidos (Latin Pop Albums) | 3       |
| País — Tabela musical (2006)      | Posição |
| Espanha (PROMUSICAE)              | 6       |

| Região                                                                                             | Certificação  | Vendas   |
| -------------------------------------------------------------------------------------------------- | ------------- | -------- |
| Brasil (Pro-Música Brasil)                                                                         | 2× Platina    | 250,000* |
| Chile (IFPI Chile)                                                                                 | Platina       | 10,000^  |
| Colômbia (ASINCOL)                                                                                 | 3× Platina    | 30,000^  |
| Equador (IFPI)                                                                                     | Ouro          | 3,000^   |
| Espanha (PROMUSICAE)                                                                               | 2× Platina    | 200,000^ |
| Estados Unidos (RIAA)                                                                              | 4× Platina    | 400,000^ |
| México (AMPROFON)                                                                                  | Diamante+Ouro | 550,000^ |
| *números de vendas baseados somente na certificação ^distribuições baseadas apenas na certificação |               |          |

## Histórico de lançamento
| Região         | Data                   | Formato             | Edição   | Gravadora |
| -------------- | ---------------------- | ------------------- | -------- | --------- |
| México         | 30 de novembro de 2004 | CD Download digital | Padrão   | EMI       |
| Estados Unidos | 11 de janeiro de 2005  | CD Download digital | Padrão   | EMI       |
| Reino Unido    | 11 de janeiro de 2005  | CD Download digital | Padrão   | EMI       |
| Brasil         | 30 de outubro de 2005  | CD Download digital | Padrão   | EMI       |
| Espanha        | 17 de julho de 2006    | CD Download digital | Padrão   | EMI       |
| Vários         | 2 de março de 2006     | CD Download digital | Diamante | EMI       |
| México         | 16 de março de 2023    | LP                  | Padrão   | Universal |
| Brasil         | 16 de março de 2023    | LP                  | Padrão   | Universal |